# Neofetch
Neofetch è stato uno strumento che forniva informazioni di sistema, scritto nel linguaggio di scripting della shell Bash.  Sul lato sinistro mostrava il logo della distribuzione su cui girava in ASCII art. A differenza di un vero e proprio monitor di sistema, lo strumento visualizzava informazioni statiche sulla configurazione hardware e software di base del computer come la versione di sistema operativo, il nome host (nome della macchina), il tempo di uptime, il gestore di pacchetti, la shell, la risoluzione del display, l'ambiente desktop, il gestore finestre, i temi e le icone, il terminale del computer, la CPU, la GPU e la RAM. Neofetch, al posto del logo in ASCII art, era anche in grado di visualizzare immagini a terminale con w3m -img o Sixel.
Lo sviluppo di Neofetch è stato interrotto il 26 aprile 2024, quasi quattro anni dopo l'ultimo aggiornamento ricevuto.

## Schermate di esempio

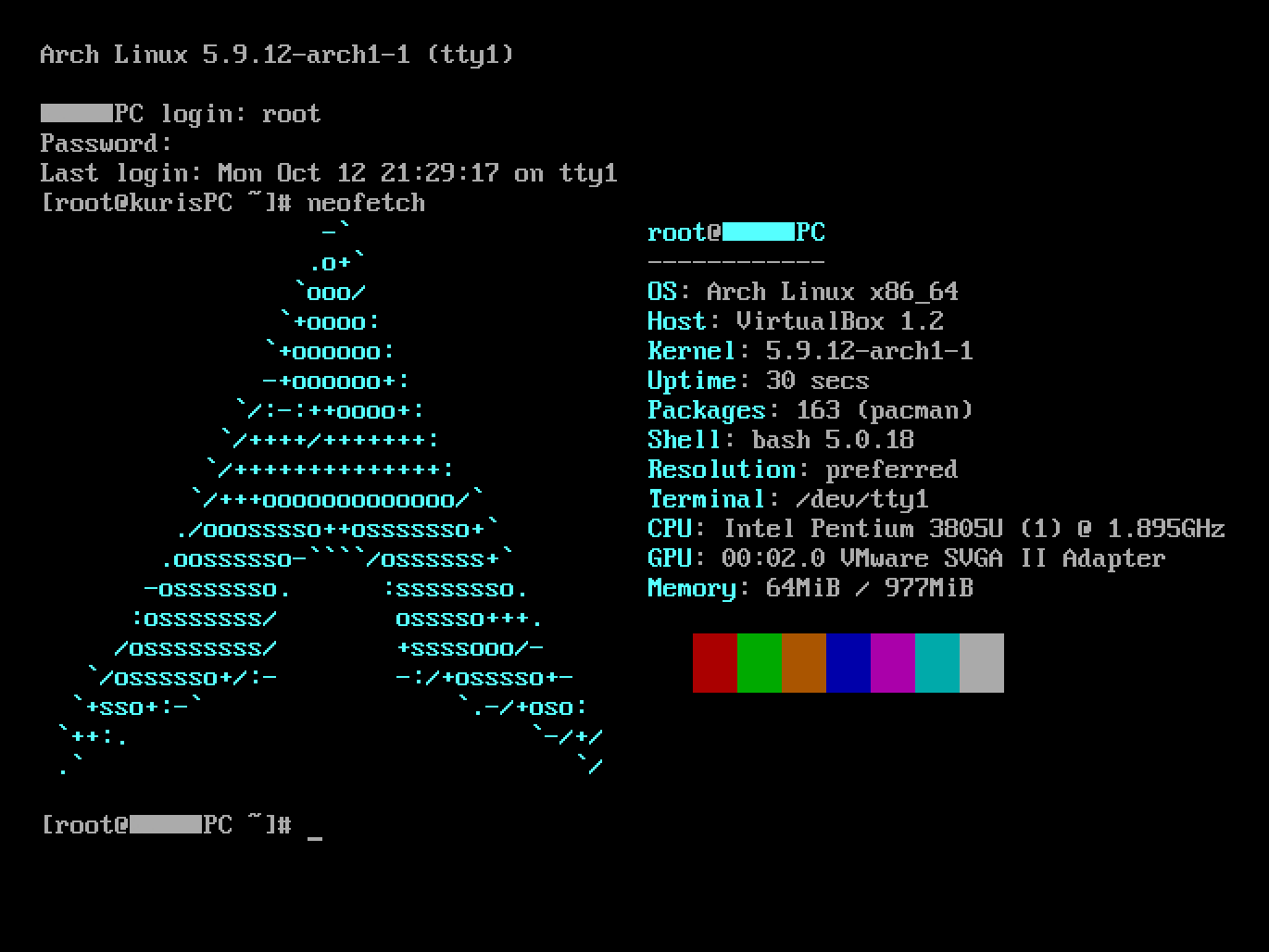
Neofetch su Arch Linux
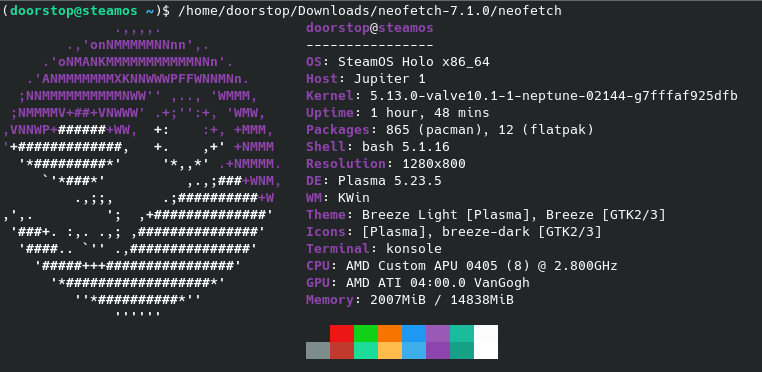
Neofetch su Steam OS
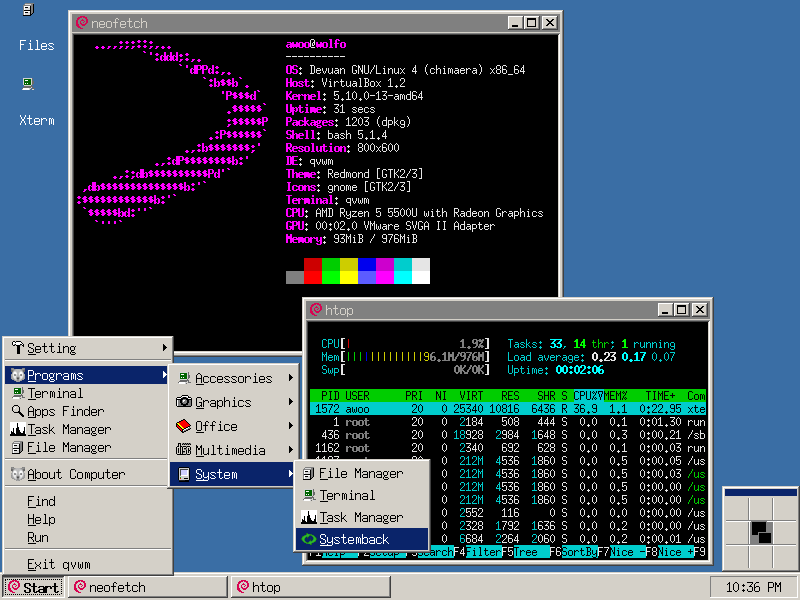
Neofetch su Devuan
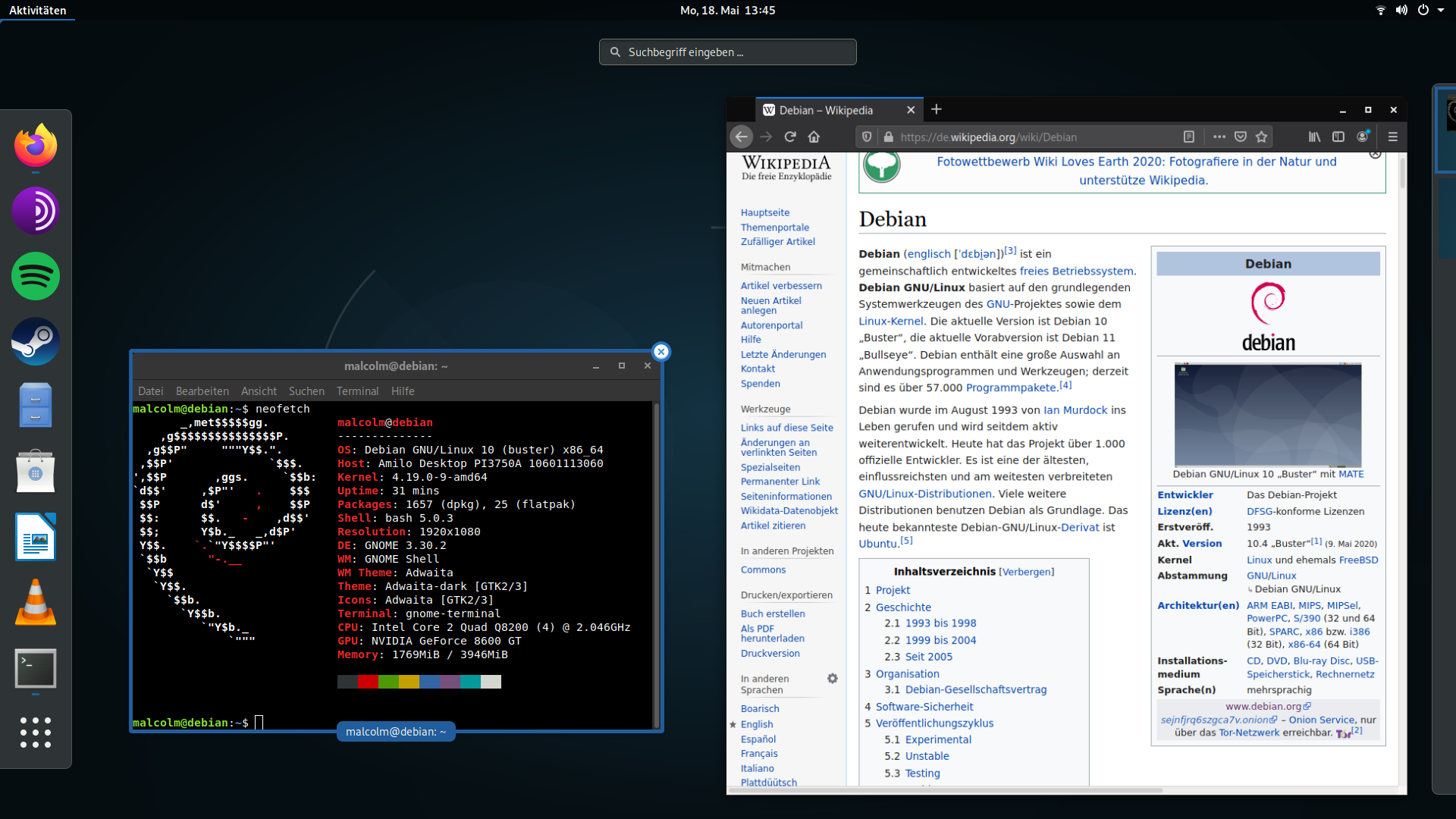
Neofetch su Debian Buster
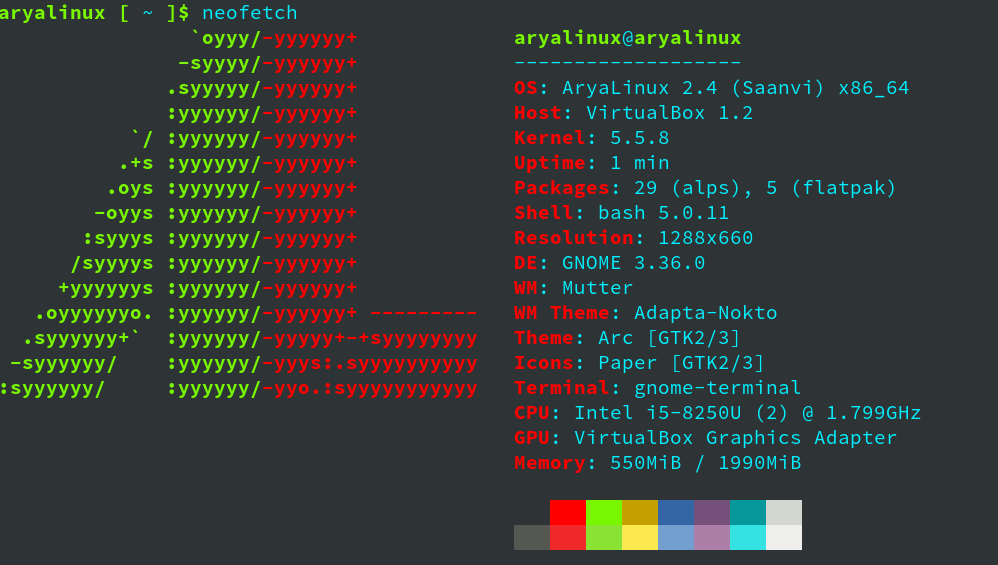
Neofetch su Arya Linux
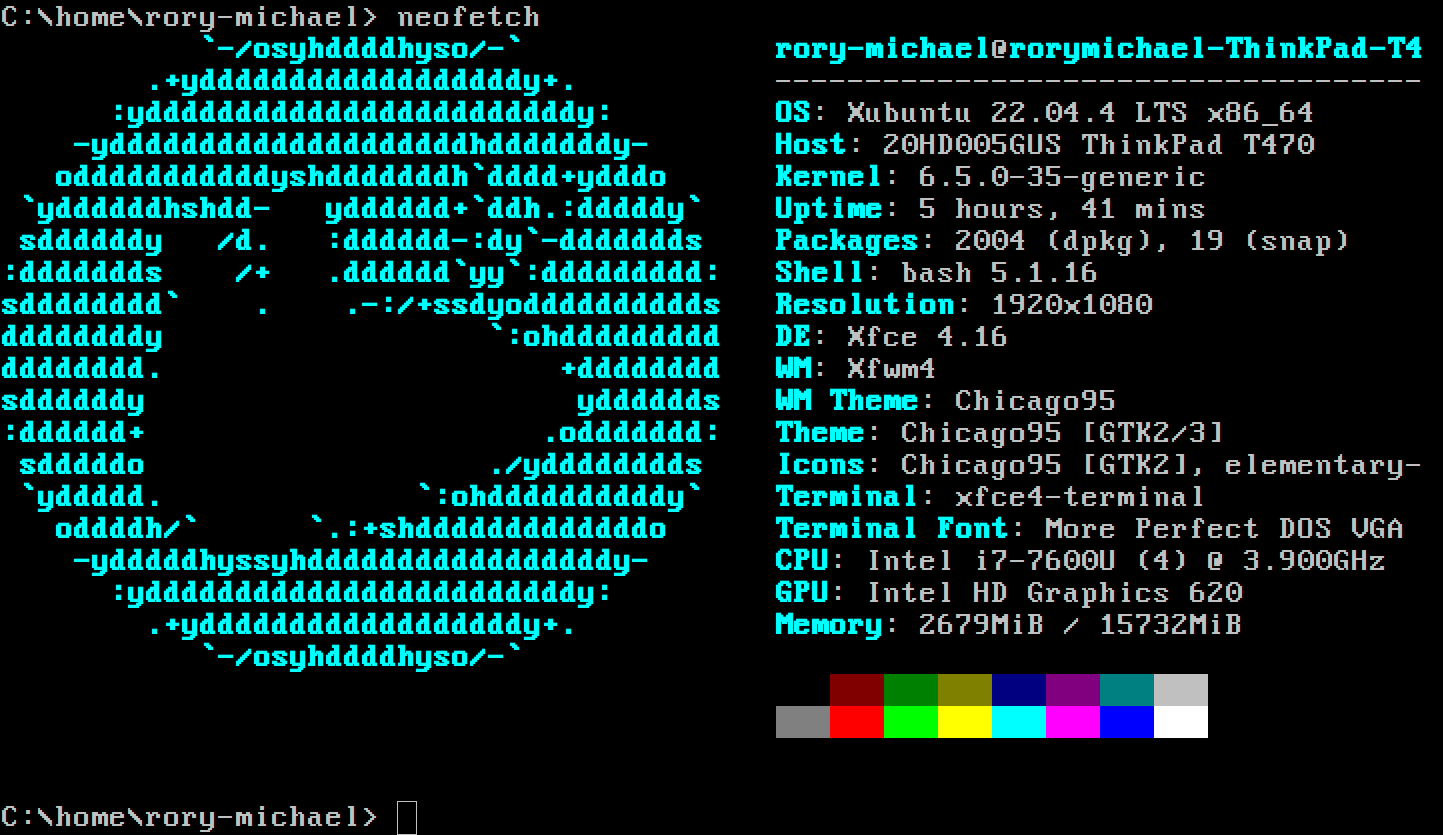
Neofetch suXubuntu

## Altre implementazioni
- afetch, scritto in ANSI C.
- CoalFetch, un programma one-liner in Java.
- cpufetch, un programma in grado di mostrare l'architettura della CPU scritto in C.
- dosfetch, scritto in Pascal per DOS.[6]
- efetch, scritto in C++.
- fastfetch, un sostituto diretto di neofetch mantenuto, ricco di funzionalità e orientato alle prestazioni. Scritto in C.[7]
- fetch4FD e MySysInf per FreeDOS.[8]
- gfetch, scritto nel linguaggio di scripting rc.
- hfetch, scritto in Bash.
- hyfetch, una versione aggiornata di neofetch scritta in Shell e Python.[9]
- nerdfetch, script che utilizza icone e glifi da "Nerd Fonts" (principalmente da Material Design e Font Awesome).[10]
- nextfetch, scritto in Go.
- Pasfetch, scritto in Pascal.
- perlfetch, scritto in Perl.
- pfetch, scritto con il linguaggio di scripting Bourne.
- rfetch, scritto in Rust.
- rexxfetch, scritto in REXX.[11]
- screenfetch, il primo script per scattare screenshot scritto in Bash.[12]
- swef, scritto in Lua.
- swmfetch, scritto in Python.
- ufetch, script shell per piattaforme Unix-like.[13]
- winfetch, scritto con oò linguaggio di scripting Microsoft PowerShell.[14]

## Riferimenti
1. ↑  Brian Schell (2019).
2. ↑  (EN) BleepingComputer,  https://www.bleepingcomputer.com/news/software/neofetch-creates-colorful-system-information-screens-using-ascii-art/. URL consultato il 10 luglio 2022.
3. ↑  (EN) OMG! Ubuntu!,  http://www.omgubuntu.co.uk/2016/11/neofetch-terminal-system-info-app. URL consultato l'8 agosto 2022.
4. ↑  (EN) How-To Geek,  https://www.howtogeek.com/coolest-linux-terminal-tool-is-dead-heres-what-to-use-instead/. URL consultato il 17 agosto 2024.
5. ↑  (EN) OMG! Ubuntu,  https://www.omgubuntu.co.uk/2024/04/neofetch-system-info-tool-is-dead. URL consultato il 17 agosto 2024.
6. ↑   GitHub,  https://github.com/leahneukirchen/dosfetch.
7. ↑   GitHub,  https://github.com/fastfetch-cli/fastfetch.
8. ↑   SourceForge,  https://sourceforge.net/p/freedos/news/2024/03/fetch4fd-system-info-program/.
9. ↑   GitHub,  https://github.com/hykilpikonna/hyfetch#running-updated-original-neofetch.
10. ↑   nerdfonts.com,  https://www.nerdfonts.com/#home.
11. ↑  http://aminet.net/package/util/moni/rexxfetch
12. ↑   https://github.com/KittyKatt/screenFetch.
13. ↑   gitlab.com,  https://gitlab.com/jschx/ufetch.
14. ↑   GitHub,  https://github.com/lptstr/winfetch.